# شیوه تولید (اقتصاد مارکسی)
در نظریه مارکسیستی ماده‌باوری تاریخی، یک شیوه تولید (به انگلیسی:Mode of production به آلمانی: Produktionsweise، «راه و روش تولید») ترکیبی خاص از موارد زیر است:
- نیروهای تولیدی: این نیروها شامل نیروی کار انسانی و ابزار تولید (ابزار، ماشین آلات، ساختمان‌های کارخانه، زیرساخت‌ها، دانش فنی، مواد خام، گیاهان، حیوانات، زمین قابل بهره‌برداری) است.
- روابط اجتماعی و فنی تولید: این روابط شامل روابط مالکیت، قدرت و کنترل (قانون حقوقی) حاکم بر وسایل تولید جامعه، انجمن‌های کار تعاونی، روابط بین مردم و اشیاء کار آنها و روابط بین طبقات اجتماعی است.

مارکس باور داشت که توانایی تولیدی و مشارکت یک فرد در روابط اجتماعی دو ویژگی اساسی بازتولید اجتماعی است و شیوهٔ خاص آن روابط اجتماعی در شیوهٔ تولید سرمایه‌داری ذاتاً در تضاد با رشد تدریجی قابلیت‌های تولیدی انسان‌ها است. یک مفهوم پیشرو و تاریخی تر، شیوه امرار معاش (mode of subsistence) آدام اسمیت بود که پیشرفت انواع جامعه را بر اساس چگونگی تأمین نیازهای مادی شهروندان یک جامعه ترسیم می‌کرد.